# Ваташка българска община
Ваташката българска община е гражданско-църковно сдружение на българите екзархисти в тиквешкото село Ваташа. Нейно задължение е поддръжката на българските училища, читалища и църкви, както и заплатите на учителите в селото.

## История
След средата на XIX век, благодарение на силната българска църковна община в селото, Ваташа се превръща в един от основните просветни центрове в Тиквеш. От 1866 до 1867 година в него работи именитият учител Арсени Костенцев. На 1 юни 1878 година българската община във Ваташа се присъединява към прошение до Великите сили с искане за влизане на руски войски в Македония и присъединяването ѝ към Княжество България, подписано за Ваташа от Мише Ризов и Ризо Добрев.
Между 1890 и 1895 година председател на Ваташката църковно-училищна община е Андон Попкамчев.